# Skála (Věž)

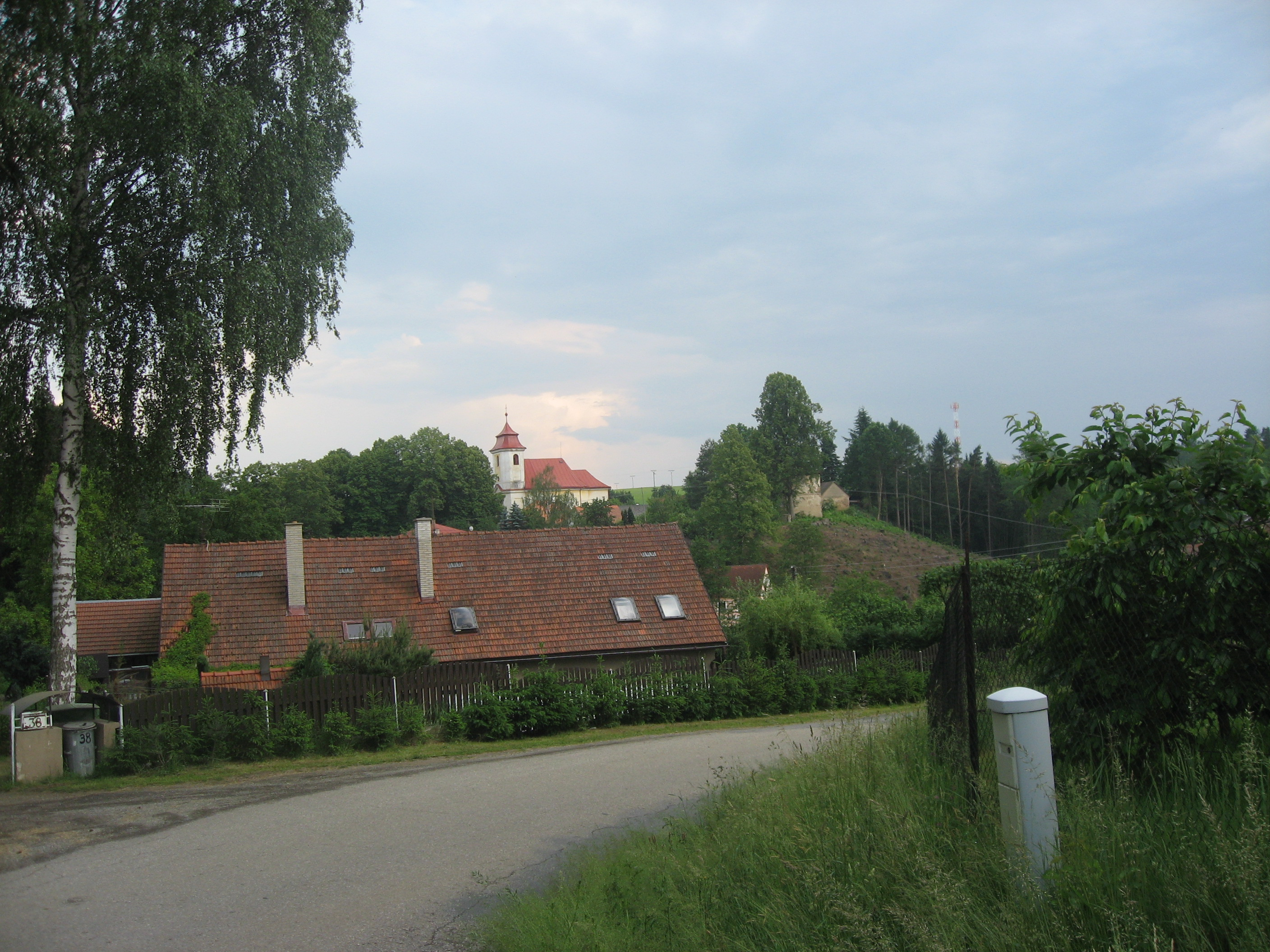
Ortsansicht

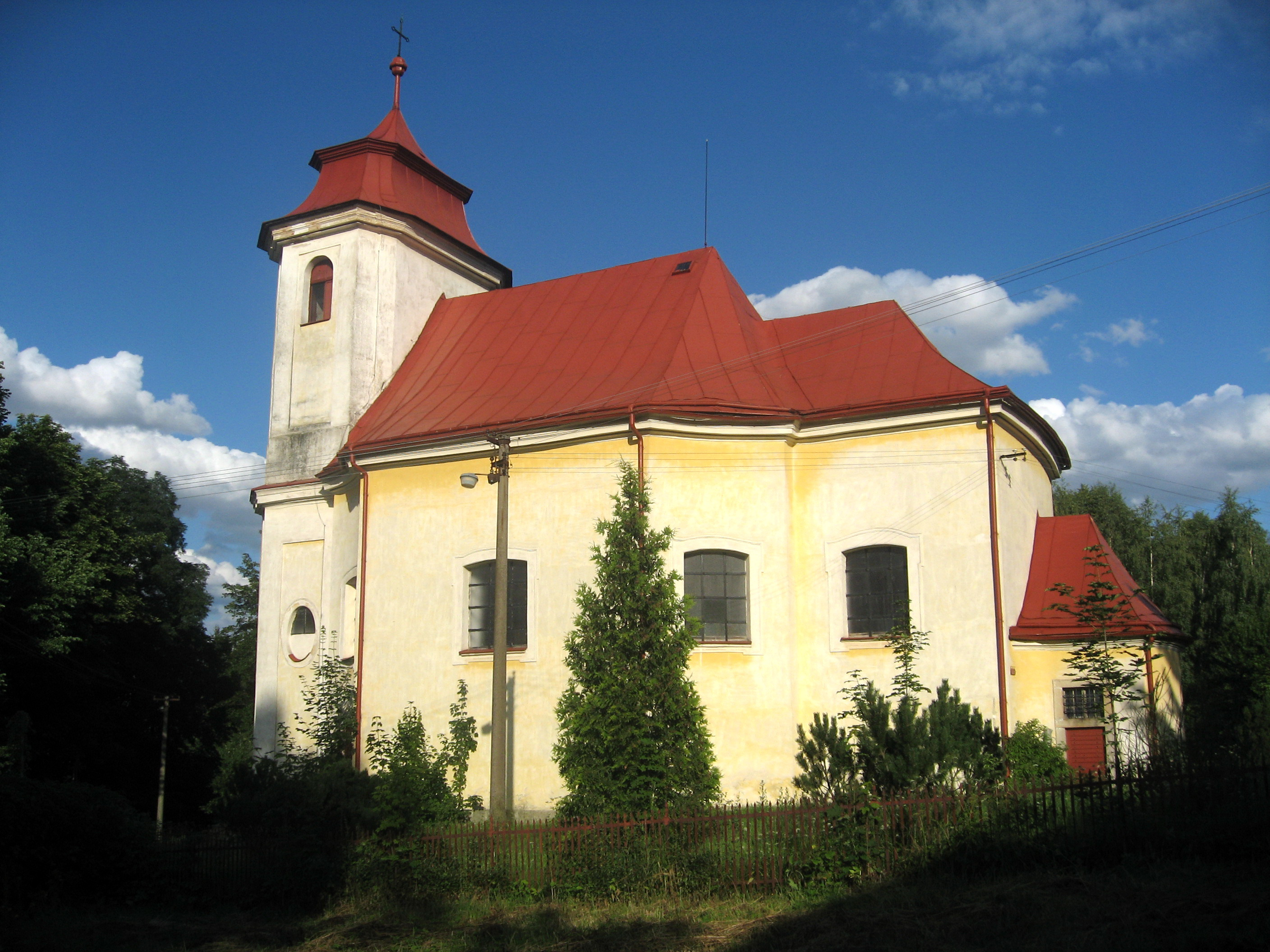
Kirche Mariä Himmelfahrt

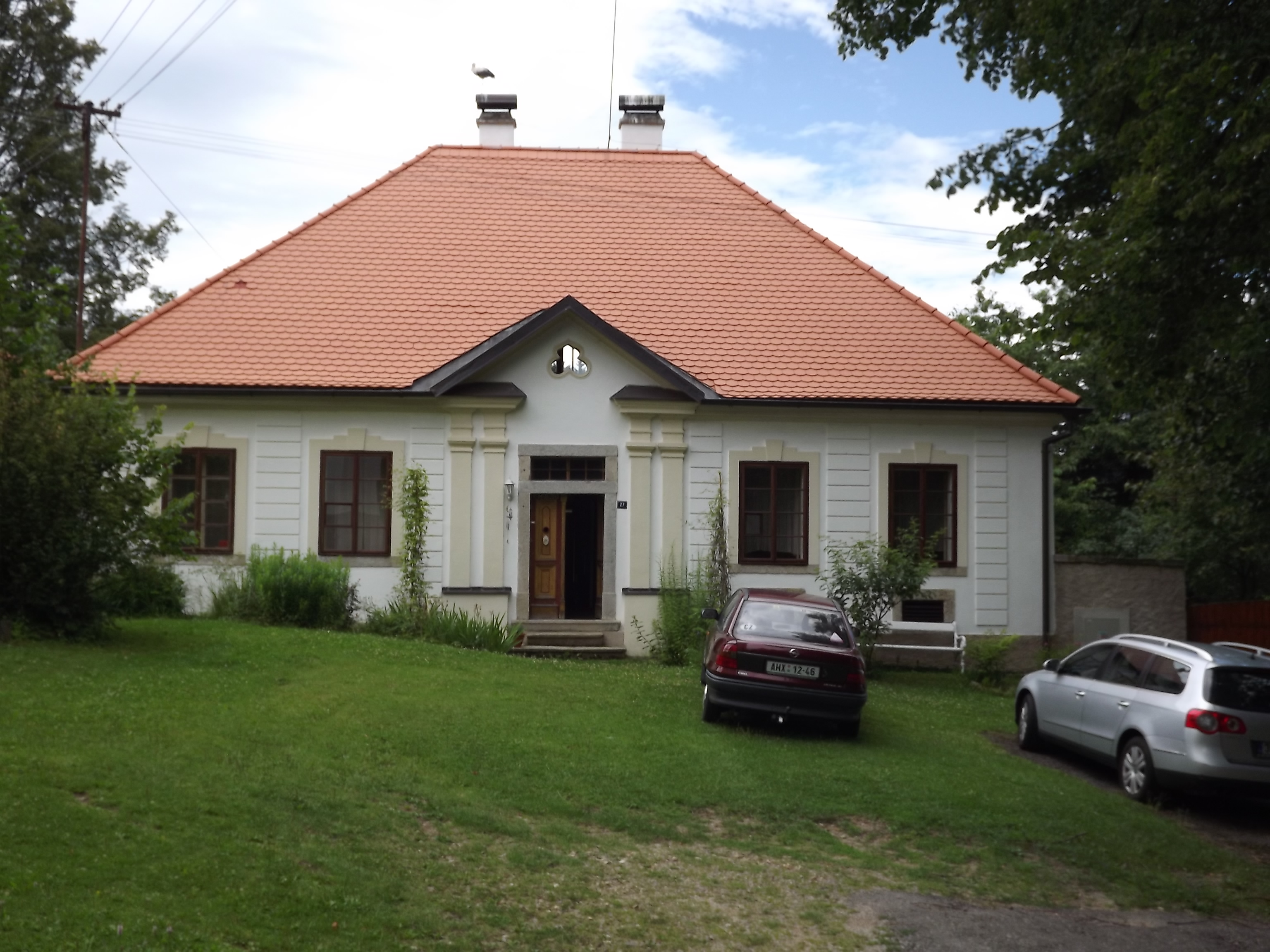
Pfarrhaus

Skála (deutsch Skala) ist ein Ortsteil der Gemeinde Věž in Tschechien. Er liegt sechs Kilometer nordöstlich des Stadtzentrums von Humpolec und gehört zum Okres Havlíčkův Brod.

## Geographie
Skála befindet sich unterhalb eines von der Kirche Mariä Himmelfahrt gekrönten Felsspornes im Tal des Perlový potok (Skaler Bach) in der Křemešnická vrchovina (Křemešník-Bergland). Durch das Dorf führt die Staatsstraße I/34 zwischen Havlíčkův Brod und Humpolec. Im Nordosten erhebt sich der Lejchovec (588 m n.m.), im Südosten der Na Kubínovsku (560 m n.m.), südlich der U kapličky (578 m n.m.) und die Ohrada (595 m n.m.) sowie im Nordwesten – in den Orlovské lesy (Worlowwald) – der Orlík (Worlow, 678 m n.m.), der Poláček (644 m n.m.) und der Kopec (655 m n.m.). Gegen Norden liegt des Mufflongehege Veselsko, südwestlich der Teich Kachlička.
Nachbarorte sind Veselsko, Mozerov und Jedouchov im Norden, Věž im Nordosten, Spirov, Merunka, Ulrichův Mlýn und Radňov im Osten, Koječín und U Miksů im Südosten, Boňkov und Zdislavice im Süden, Splav, Myslivna, Bransoudov und Rozkoš im Südwesten, Leština im Westen sowie Malý Budíkov, Orlovy, Kejžlice und Nový Dvůr im Nordwesten.

## Geschichte
Skála ist eines der ältesten Dörfer der Region. Die erste urkundliche Erwähnung der Pfarrei Skála erfolgte 1352 in einem päpstlichen Zehntverzeichnis. Es gilt als sicher, dass zu dieser Zeit neben der Kirche auf dem Sporn bereits eine Feste gestanden ist. Als deren erster nachweislicher Besitzer ist 1358 der Zeman Dyk von Skala (Dyk ze Skály) überliefert. Nachfolgende Besitzer waren 1360 Přibík von Kamenice, 1401 Půta d. Ä. von Skal und 1415 Václav Vácha von Dubá und Skála. Letzterer gehörte zu den Unterzeichnern des Protestbriefes böhmischer Adliger gegen die Festnahme und Verbrennung von Jan Hus auf dem Konstanzer Konzil. Danach gehörte die Feste Maršík von Skála und um 1420 Johann von Genzenstein und Skal (Jan z Jenštejna a ze Skály), der zugleich über seine Frau – einer Tochter des Heinrich von Dubá – auch Besitzer des Gutes Humpolec geworden war. Die Edelknechte und Ritter von Skal waren ein Familienzweig der Herren von Kamenitz und führten wie diese einen Hundskopf im Wappen.
Die Feste Skála wurde wahrscheinlich zu Beginn der Hussitenkriege zerstört, als König Sigismund im Jahre 1421 mit 60.000 Söldnern über Iglau und Humpolec gegen Prag zog. Der Ort blieb danach lange wüst, lediglich das Soběhrd-Gut war bewirtschaftet. Im Jahre 1496 verkauften die Brüder Bohuslav und Vlach von Leskovec zusammen mit ihrem Neffen Jetřich Jan die Herrschaft Humpolec mit der Stadt Humpolec, der Burg Orlík, den Dörfern Skála, Čejov, Leština sowie dem wüsten Dorf Bransoudov an Jan Trčka von Lípa. Der ehemalige Herrenhof wurde 1496 parzelliert und ausverkauft. Der Standort der Feste ging danach verloren, erst 1833 wurden ihre Mauerreste beim Bau des Pfarrhauses wiederentdeckt. An der Stelle des Hauses Nr. 3 befand sich eine Schmelzhütte mit Pochwerk, in der Silbererze aus Pavlov, Koječín, Slavníč und Věž aufbereitet wurden. Skála blieb bis 1559 Teil der Herrschaft Humpolec und wurde mit dieser zusammen an die Herrschaft Lipnice angeschlossen. Als Burian III. Trčka von Lípa 1561 die Burg Lipnice an Franz von Thurn und Valsassina verkaufte, wurde Skála von dieser abgetrennt und der Herrschaft Světlá zugeschlagen. Nach der Ermordung von Adam Erdmann Trčka von Lípa konfiszierte Kaiser Ferdinand II. am 29. März 1634 dessen Güter und die seines Vaters Jan Rudolf Trčka von Lípa, deren Schätzwert zusammen bei 4.000.000 Gulden lag; das Konfiskationspatent wurde im Mai 1636 durch den Reichshofrat in Wien bestätigt.
Ferdinand II. ließ die Herrschaft Světlá in landtäflige Güter zerstückeln und verkaufte sie Günstlingen. Den verbliebenen Teil der Herrschaft verkaufte er 1636 seinem Kämmerer und Kriegsrat Don Aldobrandini, der sie dem Sohn des Generals Pappenheim, dem Großprior der Malteser Wolf Adam zu Pappenheim, überließ. Nach dessen Tod erfolgte eine Güterteilung. Die Pappenheimer Erben erhielten das um zahlreiche Dörfer der Herrschaft Světlá, darunter auch Skála, erweiterte Gut Okrouhlice und verkauften es 1637 an Philipp Adam zu Solms-Lich. Unterhalb des Teiches Nademlejnský rybník entstand auf der ehemaligen Hüttenstatt eine Mühle mit Brettsäge, die seit 1668 belegbar ist. Michael Achatius von Kirchner, der um 1708 die Güter Pollerskirchen, Herálec und Okrouhlice mit Věž erworben hatte; überließ das Gut Okrouhlice noch im selben Jahre Johann Peter Straka von Nedabylic und Libčan. Straka verfügte in seinem 1710 niedergelegten Testament die Errichtung der Straka-Stiftung zur Errichtung einer adeligen Ritterakademie für junge verarmte Adelige. In diese flossen neben seinem Gütern Okrauhlitz, Liebtschan und Ober Weckelsdorf, auch ein Barvermögen von 38.542 Gulden ein. Karl Straka von Nedabylice ließ 1728 anstelle der Kapelle die Kirche Mariä Himmelfahr erbauen. Nach dem Erlöschen des Grafengeschlechts Straka von Nedabylic wurden die drei Güter ab 1771 als Graf Straka Gestift verwaltet. Da die Straka-Akademie nicht zustande gekommen war, wurde 1782 auf Anordnung des Kaisers Joseph I. aus dem Ertrag der drei Güter ein jährliches Stipendium für studierende böhmische Jünglinge adeligen Standes in sämtlichen k. k. Erblanden ausgelobt. 1792 wurden die drei Stiftungsgüter unter die Oberverwaltung des böhmisch-ständischen Landesausschusses gestellt. 1833 wurde die neue Chaussee von Deutschbrod nach Humpoletz fertiggestellt; die ursprünglichen Pläne sahen den Ausbau der vorhandenen Straße über Boňkov vor. Da der steile Kirchberg im Winter für die Fuhrleute oft unpassierbar war, erfolgte eine Neutrassierung um die Teiche im Tal und über Rozkoš.
Im Jahre 1840 bestand das im Caslauer Kreis an der Humpoletzer Straße gelegene Dorf Skala aus 36 Häusern, in denen 260 Personen, darunter eine jüdische Familie, lebten. Unter dem Patronat des Religionsfonds standen die Lokalkirche Märiä Himmelfahrt, das Lokalistenhaus und die Schule. Außerdem gab es im Ort ein Wirtshaus, ein herrschaftliches Branntweinhaus, zwei Mühlen mit Ölstampfe, von denen eine zudem noch eine Brettsäge betrieb, sowie eine Tuchwalke mit 12 Paar Stampfen. Skala war Pfarrort für Jedauchow, Leschtina, Zdislawitz, Wiež und Moserow.  Bis zur Mitte des 19. Jahrhunderts blieb Skala der Stiftungsherrschaft Okrauhlitz untertänig.
Nach der Aufhebung der Patrimonialherrschaften bildete Skála ab 1849 mit den Ortsteilen Leština und Zdislavice eine Gemeinde im Gerichtsbezirk Humpoletz. 1849 errichtete der Müller Karel Koret ein neues Sägewerk. 1851 erfolgte der Bau der neuen Straße nach Herálec. Nach der Schlacht bei Königgrätz zog am 9. Juli 1866 die preußische Armee durch das Dorf in Richtung Wien, nach dem Vorfrieden von Nikolsburg kamen die Preußen am 14. August auf ihrem Rückmarsch wieder nach Skála. Beide Male wurden die Lebensmittelvorräte beschlagnahmt und Soldaten einquartiert; an der eingeschleppten Cholera verstarben zehn Einwohner. Ab 1868 gehörte der Ort zum Bezirk Deutschbrod. 1869 hatte Skála 253 Einwohner und bestand aus 37 Häusern. Zdislavice wurde 1888 eigenständig. Die Freiwillige Feuerwehr wurde 1893 gegründet. Im Jahre 1900 lebten in Skála 238 Menschen, 1910 waren es 227. Nachdem die Herrenmühle 1903 niedergebrannt war, verkaufte der Müller Alois Reimann die Brandstätte an Arnold Posiles, der darauf die Stärke- und Seifenfabrik "Extra" errichtete. Als 1908 bei einem großen Hochwasser der Teichdamm brach, stand die Seifenfabrik bis in halber Höhe unter Wasser und wurde nicht wieder hergerichtet. Am 1. Juli 1910 wurde die Gemeinde Teil des neuerrichteten Bezirk Humpoletz. Das Sägewerk brannte 1913 ab, wurde aber noch vor dem Ersten Weltkrieg wiederaufgebaut. Leština löste sich 1919 von Skála los und bildete eine eigene Gemeinde. 1923 wurde im Garten des Wirtshauses ein Tongefäß mit 324 Silbergroschen aus den Jahren 1615 und 1616 ausgegraben. Der Feldweg nach Leština wurde 1924 zur Bezirksstraße ausgebaut. Die Stärkefabrik wurde 1927 zu einer Brennerei umgebaut. 1930 hatte Skála 161 Einwohner und bestand aus 38 Häusern.
Am 12. Mai 1933 musste auf der alten Straße hinter der Kirche ein Flugzeug mit fünf Passagieren auf dem Flug von Košice nach Prag notlanden; nach der Reparatur wurde es am nächsten Tag mit Ochsen auf den Hügel gezogen und startete zum Weiterflug. 1938 erfolgte die Elektrifizierung des Dorfes. 1948 wurde die Brennerei verstaatlicht und in den 1950er Jahren stillgelegt; seit 1954 nisten alljährlich Störche auf dem 30 m hohen Brennereischornstein. Trotz des Widerstands einiger Einwohner wurde 1950 eine JZD gegründet. 1954 traten ein Großteil der Landwirte wieder aus der Genossenschaft aus, die letzten Bauern kehrten 1958 in die JZD zurück. Zwischen 1959 und 1963 erfolgte der Bau eines Kulturhauses, das 1985–1988 rekonstruiert und erweitert wurde. Im Zuge der Gebietsreform von 1960 und der Aufhebung des Okres Humpolec wurde die Gemeinde dem Okres Havlíčkův Brod zugeordnet. Am 1. Juli 1985 erfolgte die Eingemeindung nach Věž. Beim Zensus von 2001 lebten in den 44 Häusern des Dorfes 89 Personen.

## Ortsgliederung
Der Ortsteil Skála bildet den Katastralbezirk Skála u Havlíčkova Brodu.

## Sehenswürdigkeiten
- Barocke Kirche Mariä Himmelfahrt auf dem Felssporn über dem Dorf. Eine erste Pfarrkirche ist seit 1352 nachweislich, sie wurde wahrscheinlich während der Hussitenkriege zerstört. Später entstand an ihrer Stelle eine hölzerne Kapelle. 1728 ließ Karl Straka von Nedabylice die heutige Kirche errichten. Der einschiffige Bau und das freistehende oktogonale Totenhaus werden dem Baumeister Thomas Haffenecker zugeschrieben.[4]
- Spätbarockes Pfarrhaus aus dem Jahre 1787, es befindet sich an der Stelle der ehemaligen Feste der Zemanen von Skála. Bei der Ausgrabung der Fundamente wurden 1833 Mauerwerk, Keller und Keramikreste aufgefunden. Es ist als Kulturdenkmal geschützt.[5]
- Nischenkapelle der Jungfrau Maria auf dem Hügel U kapličky in den Feldern über der Straße nach Boňkov. Der Überlieferung nach sollte an dem Platz, wo während der Hussitenkriege ein Kampf stattfand, die Kirche von Skála gebaut werden. Nachdem das Baumaterial über Nacht verschwand, verbreitete sich das Gerücht, dass der Herr die Kirche nicht auf dem Hügel, sondern in Skála gebaut haben wollte. Vielmehr waren es aber die Bewohner von Skála, die das Material wegfuhren, weil sie die Kirche im Dorf haben wollten.[6]
- Erholungsgebiet Kachlička mit Campingplatz und Ferienhauskolonie
- Gedenkstein für die Gefallenen des Ersten Weltkrieges, am Hang unter der Kirche, enthüllt 1930
- Gusseisernes Kreuz an der Kirche, geschaffen 1857